# Герлахов (район Попрад)
Герлахов (словац. Gerlachov) — село и одноимённая община в районе Попрад Прешовского края Словакии. В письменных источниках начинает упоминаться с 1342 года.

## География
Село расположено в западной части края, на берегах ручья Герлаховский поток (бассейн реки Попрад), при автодороге 3064. Абсолютная высота — 794 метра над уровнем моря. Площадь муниципалитета составляет 5,26 км².

## Население
По данным последней официальной переписи 2021 года, численность населения Герлахова составляла 835 человек.
Динамика численности населения общины по годам:
| Год:                | 1994 | 2004     | 2014    | 2024    |
| ------------------- | ---- | -------- | ------- | ------- |
| Количество человек: | 704  | 796      | 830     | 864     |
| Разница:            |      | +13,06 % | +4,27 % | +4,09 % |

Национальный состав населения (по данным переписи населения 2011 года):
| Национальность | Численность, человек |
| -------------- | -------------------- |
| словаки        | 712                  |
| цыгане         | 48                   |
| чехи           | 6                    |
| русины         | 3                    |
| евреи          | 1                    |
| русские        | 1                    |
| сербы          | 1                    |
| другие         | 1                    |
| не указана     | 36                   |
| всего          | 809                  |

По данным переписи 2021 года, в конфессиональном составе населения преобладали католики (39,8 %), лютеране (31,2 %) и греко-католики (2,4 %).